# Sofiane Diop
Sofiane Diop (ur. 9 czerwca 2000 w Tours) – francuski piłkarz senegalskiego pochodzenia występujący na pozycji pomocnika we francuskim klubie OGC Nice. Wychowanek Tours, w trakcie swojej kariery grał także w takich zespołach, jak Rennes II, Sochaux oraz Monaco. Młodzieżowy reprezentant Francji.